# Friedrich Spanheim den äldre
Friedrich Spanheim, född 1 januari 1600 i Amberg, Oberpfalz, död 14 maj 1649 i Leiden, var en teolog och samtidshistorisk författare av tyskt ursprung, verksam i Schweiz och Nederländerna; far till Ezechiel Spanheim och Friedrich Spanheim d.y.
Spanheim blev 1627 filosofie och 1631 teologie professor i Genève samt 1642 teologie professor i Leiden. Hans ortodoxt kalvinistiska, ofta polemiska teologiska produktion röjer vidsträckt beläsenhet och tankeskärpa; i striderna rörande predestinationsläran framträdde han som utpräglad motståndare till Moses Amyraut.
Det mest bekanta av Spanheims publicistisk-samtidshistoriska arbeten är Le soldat suédois, en svenskfärgad skildring av trettioåriga kriget, vilken utkom 1633 och senare av annan (okänd) hand framförts till 1641. I likhet med andra historiska arbeten från 1600-talet kan man i denna skrift stundom märka skarvarna mellan de olika källskrifter, som författaren nära följer.
Uppslaget till publikationen utgick från Gustav II Adolfs bekante diplomat Christoph Ludwig Rasche, som för underhandlingar tidtals vistades i Genève, och denne har även lämnat material till Spanheim och även själv avfattat vissa partier av arbetet, däribland troligen dess berömda karakteristik av Gustav II Adolf. Skriften vann uppenbarligen stor popularitet, utkom i flera upplagor på olika språk och blev ofta citerad, men som källskrift för kännedomen om krigets förlopp miste den sin betydelse i takt med att primärkällor ur arkiven blev tillgängliga.